# Ethan Phillips
Ethan Phillips (n. 8 de febrero de 1955) es un actor estadounidense. Conocido generalmente por su participación en la serie Star Trek: Voyager, como también en películas como Glory (1989) y La isla (2005), además de Star Trek: First Contact (1996).

## Biografía
Ethan Phillips nació el 8 de febrero de 1955 en Garden City, Long Island, Nueva York, único niño de seis hijos. Se graduó en la Universidad de Boston con un título en Literatura Inglesa y recibió una Maestría en Bellas Artes por la Universidad de Cornell. 
Comenzó su carrera actuando en el escenario, tanto dentro como fuera de Broadway, incluyendo "Mi año favorito" en el Lincoln Center, "Medida por medida" para el NYSF, "Los labios juntos, los dientes separados" de Manhattan Theatre Club, y "Modigliani", en El Astor Place, y en nuevas obras para Playwrights Horizons, el Ensemble Studio Theatre, el Hudson Guild Theatre, el Teatro Judío Americano, y muchos otros.
Durante su amplia carrera de actor ha desempeñado funciones de liderazgo en muchos de los principales teatros regionales de todo el país como el Old Globe de San Diego, Seattle Rep, de los actores de teatro de Louisville, Mark Taper Forum, Baltimore Center Stage, la Geffen en Los Angeles, Pasadena Playhouse, el McCarter Theatre, y el Boston Shakespeare Company. Pasó diez veranos en el Teatro Laboratorio de Sundance y es cofundador de la Primera Etapa en Los Angeles, que ha sido el desarrollo de nuevas obras de más de veinte años.
Phillips ha sido en varias populares programas de televisión y películas, incluyendo cinco temporadas en "Benson" (1979), y siete en "Star Trek: Voyager" (1995). Ha sido estrella invitada en otros programas de televisión. Ha aparecido en numerosos largometrajes y cortometrajes y ganador de premios y tiene una voz activa a lo largo de la carrera. Phillips es también dramaturgo y autor. Su obra original, "Penguin Blues" se ha producido más de 150 veces en todo Estados Unidos y Canadá.

## Filmografía
- 1980-1984: Benson (serie de televisión)
- 1981: Ragtime
- 1985: Duro pero sincero (serie de televisión, papel de invitado en el vuelo de prueba del episodio con Pandora)
- 1986: Critters - ¡Ellos están aquí! (Critters)
- 1989: Escuela de rebeldes (Lean On Me)
- 1989: Gloria
- 1990: Star Trek: la nueva generación (protagonista invitado)
- 1990: Tarjeta Verde - Simula matrimonio con obstáculos (Tarjeta Verde)
- 1994: Shadow and the Curse of the Khan (La sombra) (sin nombre)
- 1994: ¡Wagon East! (Wagon East)
- 1995: Jeffrey
- 1995-2001: Star Trek: Nave espacial Voyager (Star Trek: Voyager)
- 1996: Star Trek: El primer contacto (Star Trek: First Contact) (Sin nombre)
- 1997: Al diablo con los millones (Para más ricos o más pobres)
- 2002: Star Trek: Enterprise (serie de televisión, papel de invitado en la temporada 1, episodio 19)
- 2003: Bad Santa
- 2004: Castaño - El héroe de Central Park (Chestnut: Hero of Central Park)
- 2005: La isla
- 2006: Boston Legal (serie de televisión)
- 2006: Criminal Minds (Serie de TV) episodio "Una gran lluvia"
- 2007: Maldad del suelo - Maldición del pasado (suelo sagrado)
- 2008: Eli Stone (serie de TV) - episodio 9 "Programa de castidad"
- 2008: Pushing Daisies (Serie de TV) - En el episodio 16 "Robbing Hood"
- 2008: Bones - The Bone Hunter (Serie de TV) - Episodio 57 "The wannabe singer in the grass"
- 2010: El Medio (Serie de TV) - Temporada 2 Ep 4 - La Cantera "La Cantera"
- 2011: The Mentalist (Serie de TV, Temporada 3 Episodio 18 The Red Mile)
- 2012: Arachnoquake
- 2013: Trajes (Serie de TV, Temporada 1 Episodio 10 The Shelf Life)
- 2013: Dentro de Llewyn Davis
- 2014: Audrey
- 2015: Hombre irracional
- 2015: El Pacto de Asesinato